# Culicoides dewulfi
Culicoides dewulfi är en tvåvingeart som beskrevs av Maurice Emile Marie Goetghebuer 1936. Culicoides dewulfi ingår i släktet Culicoides och familjen svidknott. Inga underarter finns listade i Catalogue of Life.